# Luigi Galvani (sous-marin, 1938)
Pour les articles homonymes, voir Luigi Galvani (sous-marin).
Le Luigi Galvani est un sous-marin de la classe Brin, en service dans la Regia Marina lancé à la fin des années 1930 et ayant servi pendant la Seconde Guerre mondiale.
Il est nommé en honneur de Luigi Galvani (1737-1798), un physicien, professeur d'anatomie et médecin italien.

## Caractéristiques
Les sous-marins de la classe Brin sont des versions améliorées de la précédente classe Archimede. Ces sous-marins avaient un déplacement de 1 000 tonnes en surface et de 1 254 tonnes en immersion. Les sous-marins mesuraient 72,47 mètres de long, avaient une largeur de 6,80 mètres et un tirant d'eau de 4,89 mètres. La classe était partiellement à double coque.
Pour la navigation de surface, les sous-marins étaient propulsés par deux moteurs diesel de 1 500 chevaux (1 119 kW), chacun entraînant un arbre d'hélice. En immersion, chaque hélice était entraînée par un moteur électrique de 550 chevaux-vapeur (410 kW). Ces moteurs électriques étaient alimentés par une batterie composée de 124 éléments. Ils pouvaient atteindre 17,3 nœuds (32,0 km/h) en surface et 7,8 nœuds (14,4 km/h) sous l'eau. En surface, la classe Brin avait une autonomie de 9 000 milles nautiques (17 000 km) à 8 noeuds (15 km/h), en immersion, elle avait une autonomie de 90 milles nautiques (170 km) à 4 noeuds (7,4 km/h).
Les sous-marins étaient armés de huit tubes lance-torpilles internes de 53,3 cm, quatre à l'avant et quatre à l'arrière. Ils transportaient un total de 14 torpilles. Ils étaient également armés d'un canon de pont de 100 mm OTO 100/47 pour le combat en surface. Le canon était initialement monté à l'arrière de la (tourelle), mais plus tard il a été replacé sur le pont avant lors de la guerre et la grande tourelle a été remplacée par un modèle plus petit. L'armement antiaérien léger consistait en une ou deux paires de mitrailleuses Breda Model 1931 de 13,2 mm.

## Construction et mise en service
Le Luigi Galvani est construit par le chantier naval Cantieri navali Tosi di Taranto (Tosi) à Tarente en Italie, et mis sur cale le 3 décembre 1936. Il est lancé le 22 mai 1938 et est achevé et mis en service le 29 juillet 1938. Il est commissionné le même jour dans la Regia Marina.

## Historique
À l'entrée de l'Italie dans la Seconde Guerre mondiale, le Luigi Galvani se trouve à Massaua (Érythrée), sur la mer Rouge, et est affecté au 81e escadron de sous-marins.
Il part pour sa première mission de guerre, sous le commandement du capitaine de corvette Renato Spano, le 10 juin 1940, et atteint son secteur d'embuscade - au large d'Oman - le 23 juin,, après une attaque infructueuse le 13 juin, à une quinzaine de milles nautiques (27 km) au nord-ouest de Perim) contre un croiseur et un destroyer.
Certaines sources attribuent à une torpille lancée à partir de ce sous-marin le naufrage de l'unité d'escorte indienne HMIS Pathan, alors que son naufrage était en fait dû à une explosion interne.
Le 24 juin, probablement sur la base de documents trouvés à bord du sous-marin capturé Galileo Galilei, il est attaqué par la corvette HMS Falmouth (L34) et le destroyer HMS Kimberley (F50). Alors qu'il est en plongée, un des obus du Falmouth frappe sa poupe, y ouvrant une brèche.
Le chef en second des torpilles, Pietro Venuti, se rendant compte que le sous-marin va couler rapidement sans que l'équipage puisse s'enfuir, ferme la porte de la salle des torpilles arrière (celle qui a été touchée), l'isolant et sauvant ainsi temporairement le sous-marin, mais se retrouve de ce fait prisonnier dans le compartiment et meurt (il a été décoré de la Médaille d'or de la valeur militaire à titre posthume)..
Endommagé par des grenades sous-marines, le Galvani refait surface rapidement, l'armement de surface (canon) étant désormais inutilisable, puis il coule par l'arrière en quelques minutes.
Vingt-cinq hommes sont morts (3 officiers, 5 sous-officiers et 17 chefs et marins), tandis que 31 autres (dont le commandant Spano) sont sauvés et faits prisonniers par les Britanniques.
Lors de la seule mission, le Galvani avait parcouru 1 216 milles nautiques (2 252 km) en surface et 104 milles nautiques (193 km) sous l'eau.